# طبقه سوم
طبقه سوم فیلمی به کارگردانی و نویسندگی بیژن میرباقری و تهیه‌کنندگی علی‌رضا قاسم‌خان ساخته سال ۱۳۸۸ است. این فیلم در دی ۱۳۸۹ بر روی پرده سینما رفته‌است.

## خلاصه داستان
دختر جوانی پس از فرار از یک میهمانی شبانه ناخواسته وارد خانه زنی می‌شود.

## جشنواره‌ها
فیلم طبقه سوم در بیست و نهمین دوره جشنواره فیلم فجر (۱۳۸۹) در ۲ بخش بهترین نمونه فیلم (آنونس) (بهزاد طهماسبی) و بهترین عکاسی (محمد مهدی دل خواسته) دیپلم افتخار مسابقات را کسب کرده‌اند.